# Xian de Jingyang
Pour les articles homonymes, voir Jingyang.
Le xian de Jingyang (泾阳县 ; pinyin : Jīngyáng Xiàn) est un district administratif de la province du Shaanxi en Chine. Il est placé sous la juridiction de la ville-préfecture de Xianyang.

## Démographie
La population du district était de 481 544 habitants en 1999.